# Détection d'agent
La détection d'agent est la tendance des animaux et des humains à présumer l'intervention réfléchie d'un agent conscient ou intelligent dans des situations qui peuvent ou non en impliquer.

## Origines évolutives
On pense que les humains ont évolué la détection d'agent comme une stratégie de survie. Dans une situation où un individu est incertain de la présence d'un agent intelligent (comme un ennemi ou un prédateur), il est avantageux en termes de survie de supposer sa présence afin de prendre les précautions nécessaires. Par exemple, un humain rencontre une marque dans le sol qui pourrait être une empreinte de lion, il est avantageux de suivre le principe de précaution et de considérer qu'il y a bien un lion présent.
Les psychologues Kurt Gray et Daniel Wegner ont écrit :

« Le coût élevé généré par un échec dans la détection d'agent et le faible coût généré par une détection erronée suggère que les individus possèdent un Système de Détection d'Agent Hyperactif, un module cognitif qui impute sans hésiter des évènements de l'environnement au comportement d'un agent. »

## Rôle dans l'apparition des religions
Certains scientifiques pensent que la croyance en des dieux créateurs est un sous-produit (ou trompe) de la détection d'agent. Une trompe est un trait non-adaptatif qui est un effet secondaire d'un trait lui-même adaptatif. Le trait psychologique en question est « si tu entends un craquement de branche dans la forêt, une forme consciente en est probablement la cause ». Ce trait aide à empêcher le primate d'être par exemple tué par un prédateur. Toutefois, ce trait hypothétique pourrait persister chez les humains modernes. Ainsi, les psychologistes évolutionnistes émettent l'hypothèse que « même si le craquement était causé par le vent, les humains modernes ont toujours tendance à en attribuer le son à un agent conscient ; ils appellent cette personne un dieu ».
Kurt et Wegner affirment aussi que la détection d'agent est probablement un « fondement pour la croyance humaine en dieu » mais « la simple attribution excédentaire à des agents ne peut pas expliquer à elle seule la croyance en dieu... » car la capacité humaine à construire une théorie de l'esprit est aussi nécessaire pour nous donner « les capacités cognitives de base pour concevoir Dieu».